# Pueblo Nuevo, Amecameca
Pueblo Nuevo, även Ejido de Santiago, är ett samhälle i Mexiko, tillhörande kommunen Amecameca i den östra delen av delstaten Mexiko, i den centrala delen av landet. Orten hade 471 invånare vid folkräkningen 2010.